# Michael Voslensky

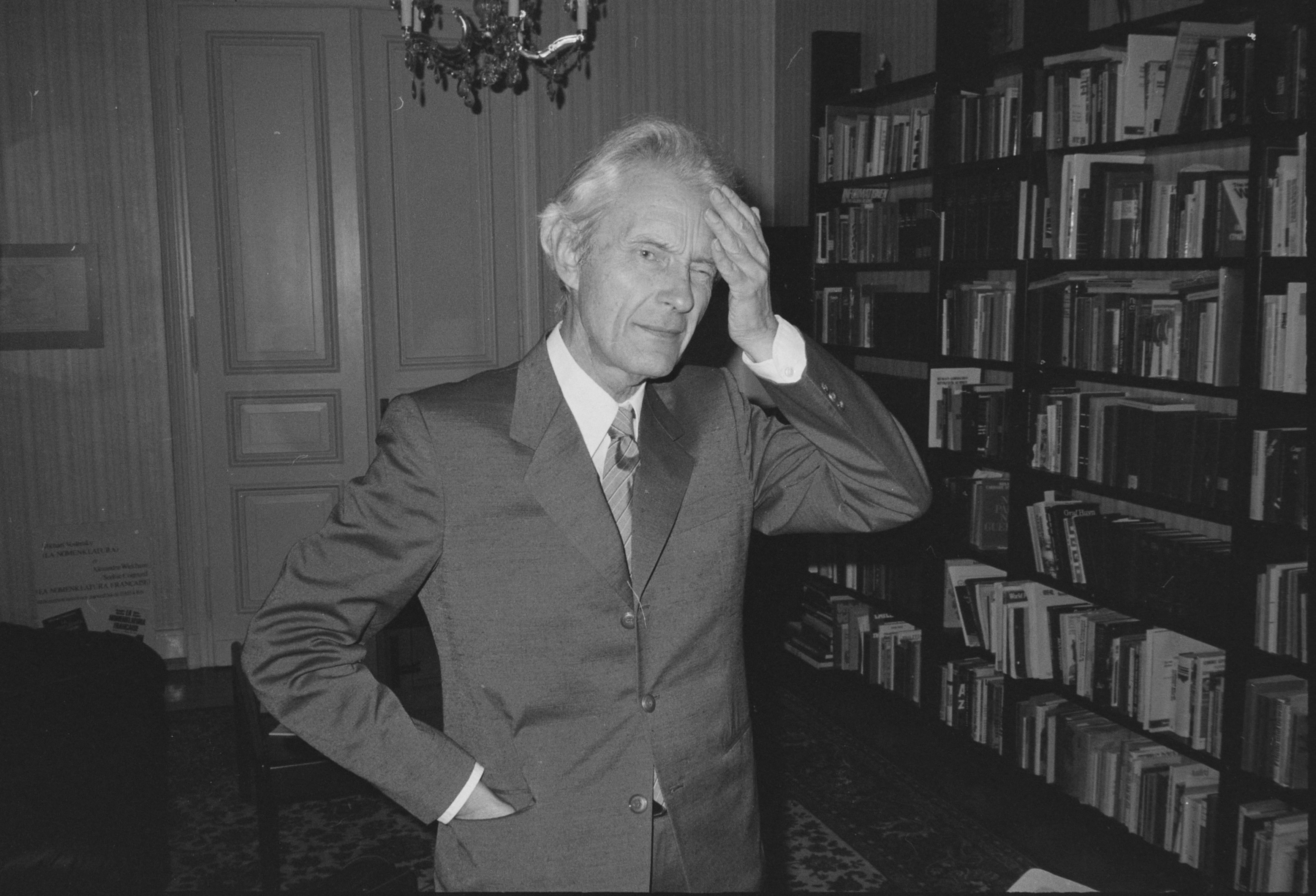
Michael Voslensky en 1988.

Mikhail Sergeyevich Voslensky -Михаил Серге́евич Восленский- (Berdyansk, Ucrania, 6 de diciembre de 1920 – Bonn, Alemania, 8 de febrero de 1997) fue un escritor, científico, diplomático y disidente de la Unión Soviética.
Voslensky actuó como intérprete durante los juicios de Núremberg. En 1953-1955 trabajó para el Consejo Mundial de la Paz; posteriormente, para la Academia de Ciencias de la Unión Soviética.
En 1974, tras cuatro años de exilio en la Alemania occidental, se le retiró la ciudadanía soviética (que se le devolvió en 1990) y trabajó para el Forschungsinstitut für Sowjetische Gegenwart ("Instituto de investigación para la Unión Soviética).

## Obras
Su libro Nomenklatura (con subtítulos como "la clase dirigente soviética" o "anatomía de la clase dirigente soviética", traducido a 14 idiomas y reimpreso múltiples veces) fue motivado por el concepto de "nueva clase" que Milovan Djilas acuñó para designar a la que estaba emergiendo en los países comunistas. Su versión original, en ruso, fue escrita en 1970 y distribuida clandestinamente como samizdat. No se editó en Rusia hasta 1991.
Su libro Secrets Revealed: Moscow Archives Speak describe la función del terror en el sistema soviético, la evolución de la policía secreta y el papel de la nomenklatura en su jerarquía.